# Aunay-les-Bois
Aunay-les-Bois è un comune francese di 167 abitanti situato nel dipartimento dell'Orne nella regione della Normandia.

## Società

### Evoluzione demografica
Abitanti censiti